# Прокол пупка
Пирсинг пупка — один из видов пирсинга тела. В некоторых случаях заживление проходит так же легко, как заживление проколов ушей, иногда более длительно и сложно. В случае аккуратного ухода заживление, как правило, проходит без проблем и занимает в среднем 6 месяцев.
В отличие от большинства видов плоскостного пирсинга, пирсинг пупка редко отторгается, однако вероятность отторжения все же выше, чем в случае с пирсингом ушей.
В большинстве случаев пирсинг делается в верхней складке пупка.

## История и культура
История пирсинга пупка была сильно искажена из-за распространения статьи Дуга Маллоя Сводка о пирсинге тела и гениталий, содержавшей большое количество заблуждений и мифов о пирсинге. Так, например, коллега Маллоя, Джим Вард утверждал, что история пирсинга пупка уходит корнями в древний Египет, где проколы пупка были распространены среди аристократии, что отображено в скульптурах. Это утверждение впоследствии неоднократно повторялось. Другие источники утверждают, что свидетельства о прокалывании пупков в историческом прошлом отсутствуют.
Сегодня, этот вариант прокола относится к наиболее популярным видам пирсинга. Массовая культура сыграла большую роль в принятии пирсинга во второй половине XX века. В 90-х популярность пирсинга пупка укрепилась благодаря демонстрации проколов топ-моделями Кристи Тарлингтон и Наоми Кемпбелл.
Дополнительную популярность пирсингу в 1993 году принёс клип Aerosmith на песню «Cryin'», в котором Алисия Сильверстоун прокалывает пупок. Возможность легко скрыть прокол под одеждой повлияла на широкое распространение этого вида пирсинга, особенно среди молодёжи в возрасте от двенадцати до пятнадцати лет. Пирсинг пупка более популярен среди женщин, но в последнее время этот вид пирсинга всё большими темпами набирает популярность и среди мужчин. Многие мужчины, особенно из европейских стран и стран Латинской Америки, делают прокол пупка, при этом вставляют более скромные украшения, чем женщины.

## Процедура
Пирсинг пупка является не очень длительной процедурой и длится около 1 минуты. Сначала мастер отметит точками места прокола, затем специальными инструментами берётся складка над или под пупком и совершается прокол иглой. После чего вставляется украшение, которое закрепляют застёжкой.

## Ювелирные украшения
В качестве украшения для пирсинга пупка в равной степени подходят кольца и штанги. В качестве первичного украшения, как правило, устанавливается «банан», который рекомендуется носить до полного заживления. Существует большой выбор различных форм украшений для этого вида пирсинга, например таких, как простые изогнутые штанги, штанги с подвесками, кольца с застежкой-шариком.

## Особенности
Далеко не каждый человек может иметь пирсинг пупка с классическим украшением формы — «банан». Но неопытный мастер может сделать прокол слишком близко к краю кожи или поставить классический «банан» туда, где он не приживётся из-за особенностей анатомии.

## Пирсинг пупка во время беременности
Во время беременности ткани сильно растягиваются. Растянутые микротрещины быстро заполняются фибробластами — той самой субстанцией, которая образует растяжки. В результате прокол, даже если его сохранить (вставив украшение достаточной длины), вряд ли будет красиво выглядеть после родов. Кроме того, прокол может съехать по ходу растяжения тканей, а ближе к родам пирсинг скорее всего придётся снять.
Лучше всего отказаться от украшения в пупке, как только он станет мал, и переделать прокол уже на этапе восстановления после родов.